# Beriliose
A beriliose é uma inflamação pulmonar causada pela inalação de poeira ou gases que contêm berílio. É predominantemente uma granulomatose pulmonar, originalmente descrita em 1946, podendo ser de forma aguda, causada pela exposição intensa ao agente concomitante ou de forma crônica, que se desenvolve ao longo de anos de exposição ao agente.

## Sintomas
As lesões cutâneas são a manifestação mais comum extratorácica. Hepatite granulomatosa, hipercalcemia e pedras nos rins também pode ocorrer. Radiográficas e anormalidades fisiológicas são semelhantes aos de sarcoidose. Enquanto, tradicionalmente, as alterações patológicas incluído granulomas celular e alterações intersticiais, a marca da doença, hoje, é o granuloma bem formado. Os estudos imunológicos demonstraram uma resposta mediada por célula de berílio que é devido a um acúmulo de células T CD4 + no local da atividade da doença. O diagnóstico depende da demonstração de alterações patológicas (ou seja, granuloma) e prova de que o granuloma foi causado por uma hipersensibilidade ao berílio (isto é, a resposta pulmonar positiva proliferativa ao berílio). Utilizando estes critérios, o diagnóstico de doença crônica do berílio pode agora ser feita antes do início dos sintomas clínicos. Se, com o diagnóstico precoce, o curso natural desta condição será a mesma de quando foi diagnosticada tradicionalmente não é conhecido. Atualmente, os corticosteróides são usados para tratar pacientes com sintomas significativos ou evidência de doença progressiva.

## Tratamento
Os glicocorticóides são uma classe de hormônios esteróides caracterizada pela habilidade de se ligar com o receptor de cortisol e desencadear efeitos similares. Os glicocorticóides são distintos dos mineralocorticóides e esteróides sexuais pelos seus receptores específicos, células alvos e efeitos. Tecnicamente, o termo corticosteróide se refere aos glicocorticóides e aos mineralocorticóides, mas geralmente é utilizado como um sinônimo de glicocorticóide. O cortisol é o glicocorticóide humano mais importante. Ele é essencial para a vida e regula ou sustenta uma grande variedade de funções cardiovasculares, metabólicas, imunológicas e homeostáticas. Os receptores de glicocorticóides são encontrados nas células de quase todos tecidos de vertebrados. Os glicocorticóides são um grupo de fármacos utilizados como imunossupressores e anti-inflamatórios. Estes efeitos são particularmente úteis nas desastrosas doenças autoimunes.